# Juan Larios
Juan Larios López (Tomares, Sevilla, 12 de enero de 2004) es un futbolista español que juega de defensa y su equipo es la Cultural Leonesa de la Segunda División de España, cedido por el Southampton F. C..

## Trayectoria
Se formó en la cantera de la U. D. Tomares y en 2011 ingresó en las categorías inferiores del Sevilla F. C. en el que estuvo hasta 2016. Desde entonces hasta 2020, perteneció a La Masía, formando parte de la cantera del F. C. Barcelona. En julio de 2020 firmó por el Manchester City F. C. para jugar en su academia.
El 1 de septiembre de 2022 se marchó al Southampton F. C. que pagó 7 millones de euros por su fichaje. En su primera temporada en el equipo descendieron a la EFL Championship.
El 4 de julio de 2025 la Cultural y Deportiva Leonesa hizo oficial su cesión desde el Southampton F. C. para disputar la temporada 2025-26 en la Segunda División.